# Pterolophioides
Pterolophioides is een kevergeslacht uit de familie van de boktorren (Cerambycidae). De wetenschappelijke naam van het geslacht werd voor het eerst geldig gepubliceerd in 1942 door Breuning.

## Soorten
Pterolophioides omvat de volgende soorten:
- Pterolophioides camerunensis Breuning, 1967
- Pterolophioides guineensis Breuning, 1955
- Pterolophioides laterifuscus (Fairmaire, 1886)
- Pterolophioides stramentosus Breuning, 1942
- Pterolophioides subunicolor Breuning, 1969